# HMS E3
HMS E3 – brytyjski okręt podwodny typu E. Zbudowany w latach 1911–1912 w Vickers w Barrow-in-Furness. Okręt został wodowany 29 października 1912 roku i rozpoczął służbę w Royal Navy 29 maja 1914 roku. Pierwszy w historii okręt podwodny zatopiony przez inną jednostkę tej klasy.
W 1914 roku E3 stacjonował w Harwich przydzielony do Ósmej Flotylli Okrętów Podwodnych (8th Submarine Flotilla) pod dowództwem Lt. Cdr. George'a F. Cholmleya. 
16 października 1914 roku E3 wyszedł z portu w Harwich na patrol w okolice wyspy Borkum na Morzu Północnym. 18 października kapitan Cholmley zauważył niemieckie okręty, ale nie był w stanie przyjąć dogodnej pozycji do ataku. Załoga E3 przeoczyła operujący w tym samym rejonie niemiecki okręt podwodny U-27, dowodzony przez kapitana Bernda Wegenera. Przez około dwie godziny niemiecki okręt przygotowywał się do ataku. Zbliżył się do E3 na dystans około 600 m i zaatakował go dwiema torpedami. Wszyscy członkowie załogi E3 zginęli.
Wrak okrętu został odkryty 14 października 1994 roku.